# Anna de Boemia (1323–1338)
Anna de Boemia cunoscută și sub numele de Anna de Luxemburg (27 martie 1323 – 3 septembrie 1338), aparținând Casei de Luxemburg, a fost fiica lui Ioan de Boemia și a primei sale soții, Elisabeta de Boemia.

## Biografie
Anna și sora ei geamănă, Elisabeta, s-au născut în 1323 în micul oraș de graniță bavarez Cham, acolo unde mama lor, Elisabeta de Boemia, se afla în exil. Ioan și-a susținut financiar soția și fiicele în timpul exilului lor. Bolnavă, Anna s-a întors cu mama ei în Boemia în 1325 (sora ei murise deja în 1324), dar nu s-a mai însănătoșit vreodată și a murit de tuberculoză în 1330.
Frații Anei au fost:
- Carol al IV-lea al Sfântului Imperiu Roman;
- Bonna de Boemia, prima soție a regelui Ioan al II-lea al Franței;
- Margareta de Boemia, căsătorită cu Henric al XIV-lea, ducele Bavariei de Jos;
- Ioan Henric, margraf al Moraviei.

Ca urmare a eforturilor de reconciliere a familiei de Habsburg cu regatul Boemiei, Anna în vârstă de 12 ani, s-a căsătorit în 1335 la Znaim cu Otto cel Vesel. Aceasta era cea de-a doua căsătorie a lui Otto. Prima lui soție, Elisabeta de Bavaria, murise după ce născuse doi fii. Căsătoria lui Otto cu Anna a durat doar opt ani. Anna a murit la vârsta de cincisprezece ani în 1338, cu mult înainte ca ea și Otto să poată avea copii. Otto murit la scurt timp după aceea fiind succedat de fiii săi din prima căsătorie cu Elisabeta de Bavaria. 